# Draft de la NBA de 2003
El Draft de la NBA de 2003 se celebró en Nueva York, el día 26 de junio. Está considerado como uno de los más talentosos de los últimos años, que ha dado jugadores habituales en los All-Star Game, LeBron James, Dwyane Wade, Carmelo Anthony y Chris Bosh, además de jugadores muy importantes en sus respectivos equipos y en la liga como son David West, Kirk Hinrich, Carlos Delfino, Leandro Barbosa (Mejor Sexto Hombre de 2007), Chris Kaman o Boris Diaw (Jugador Más Mejorado de 2006). También es uno de los drafts que han dado mejores tiradores, ganadores de concursos de triples como Jason Kapono, doble ganador en 2007 y 2008, James Jones ganador del concurso de triples en 2011 y Kyle Korver, uno de  los mejores triplistas de la actualidad

## Primera ronda

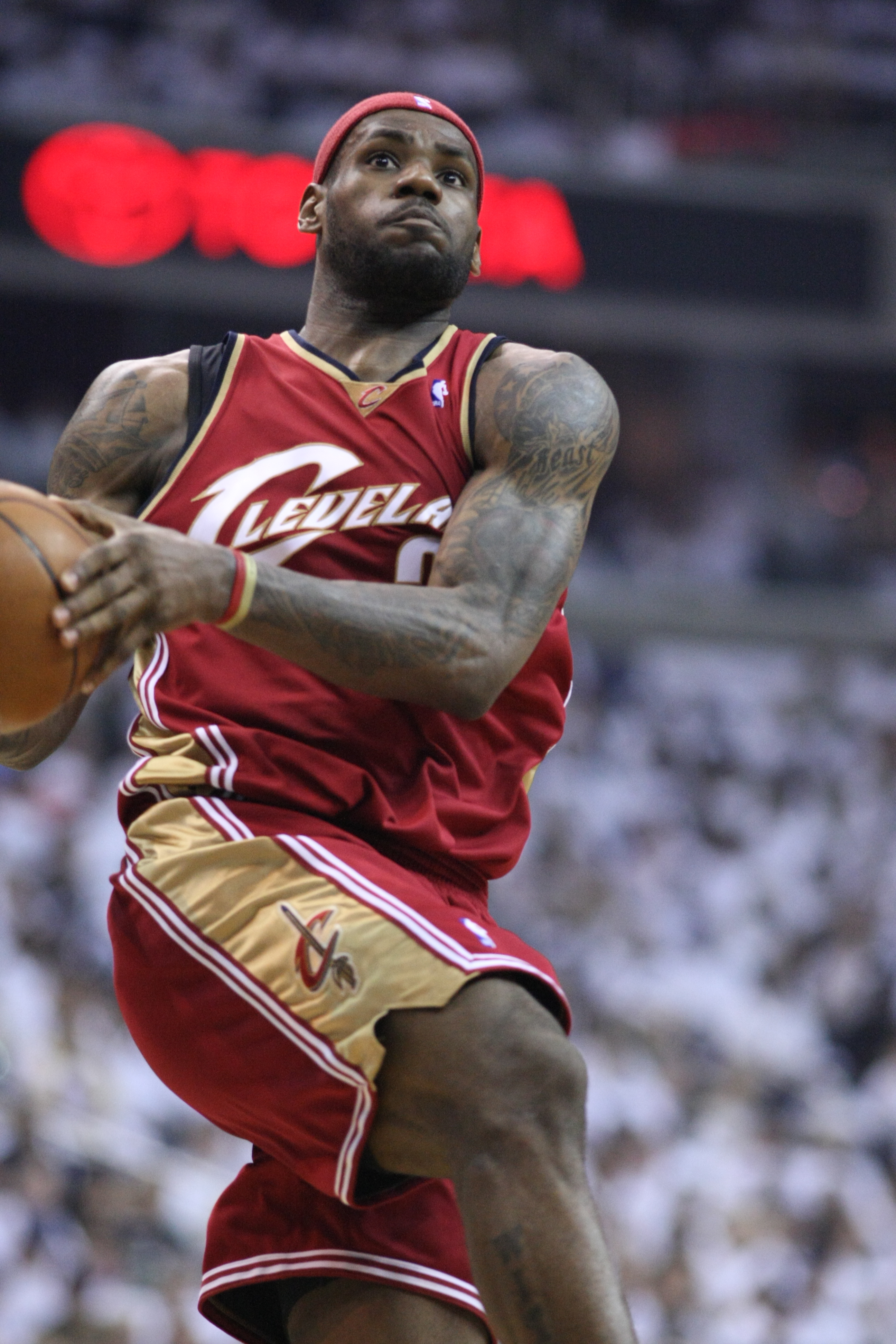
LeBron James fue elegido en primera posición por Cleveland Cavaliers.

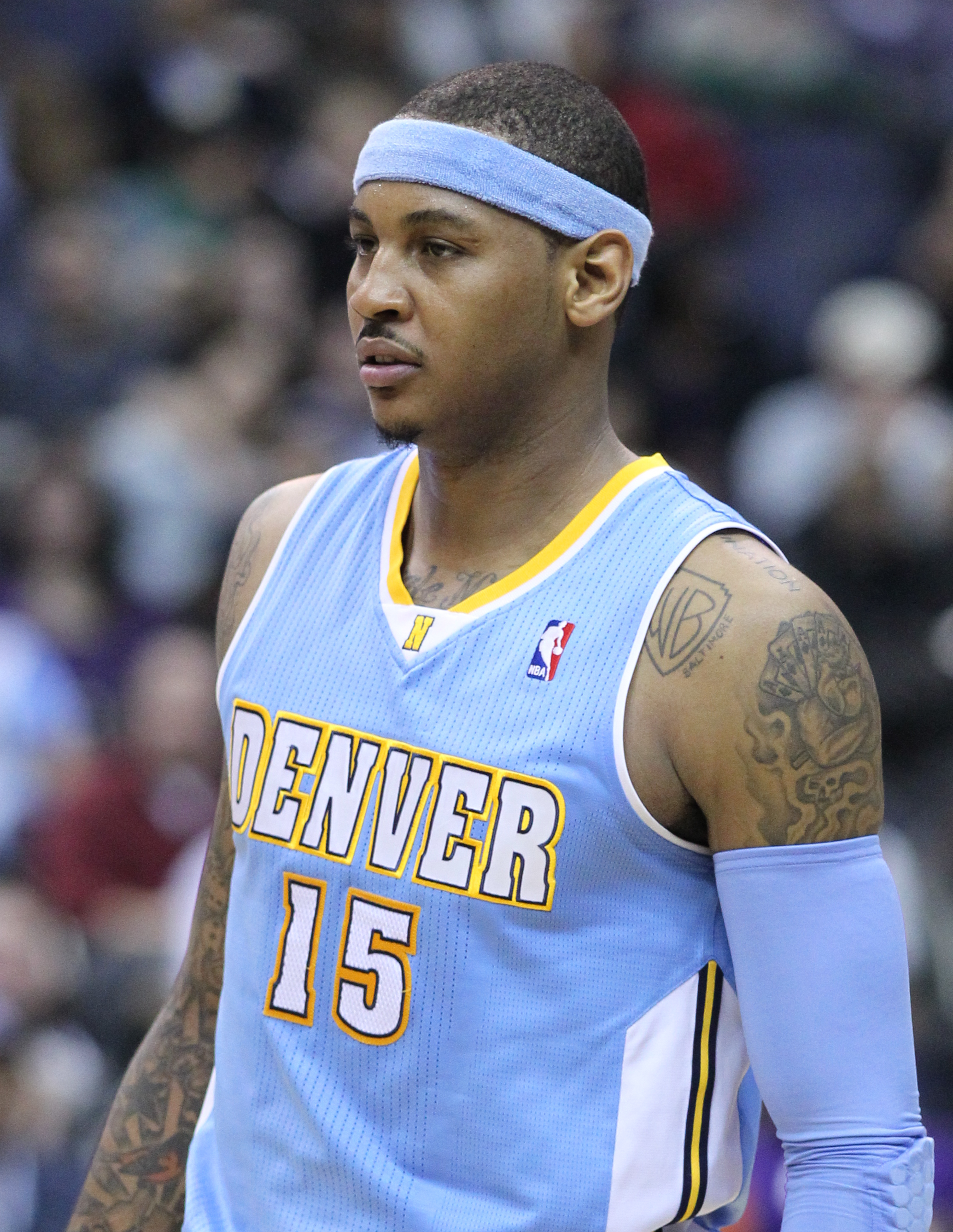
Carmelo Anthony, la 3ª elección de Denver Nuggets.

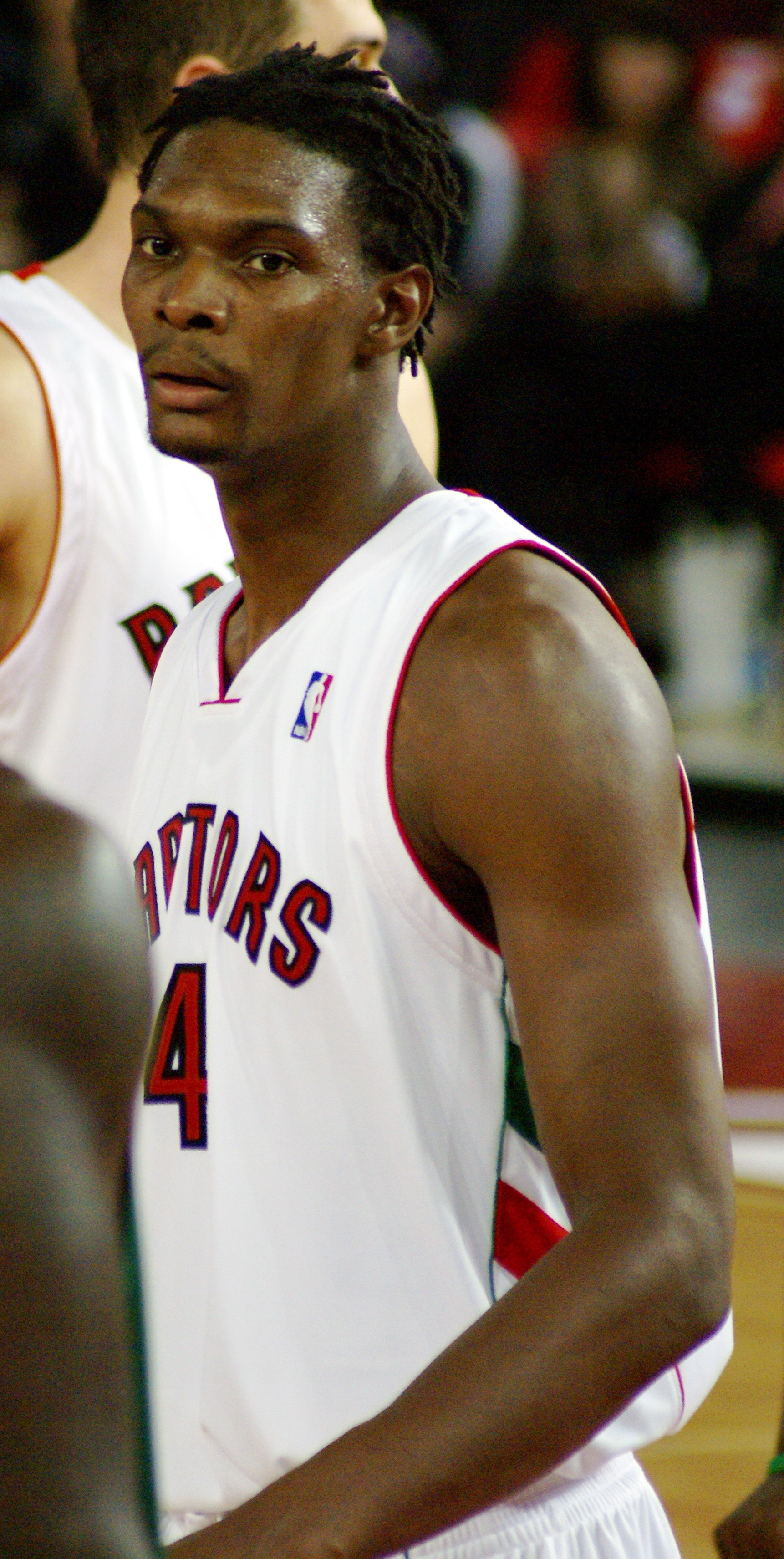
Chris Bosh, la 4ª elección de Toronto Raptors.

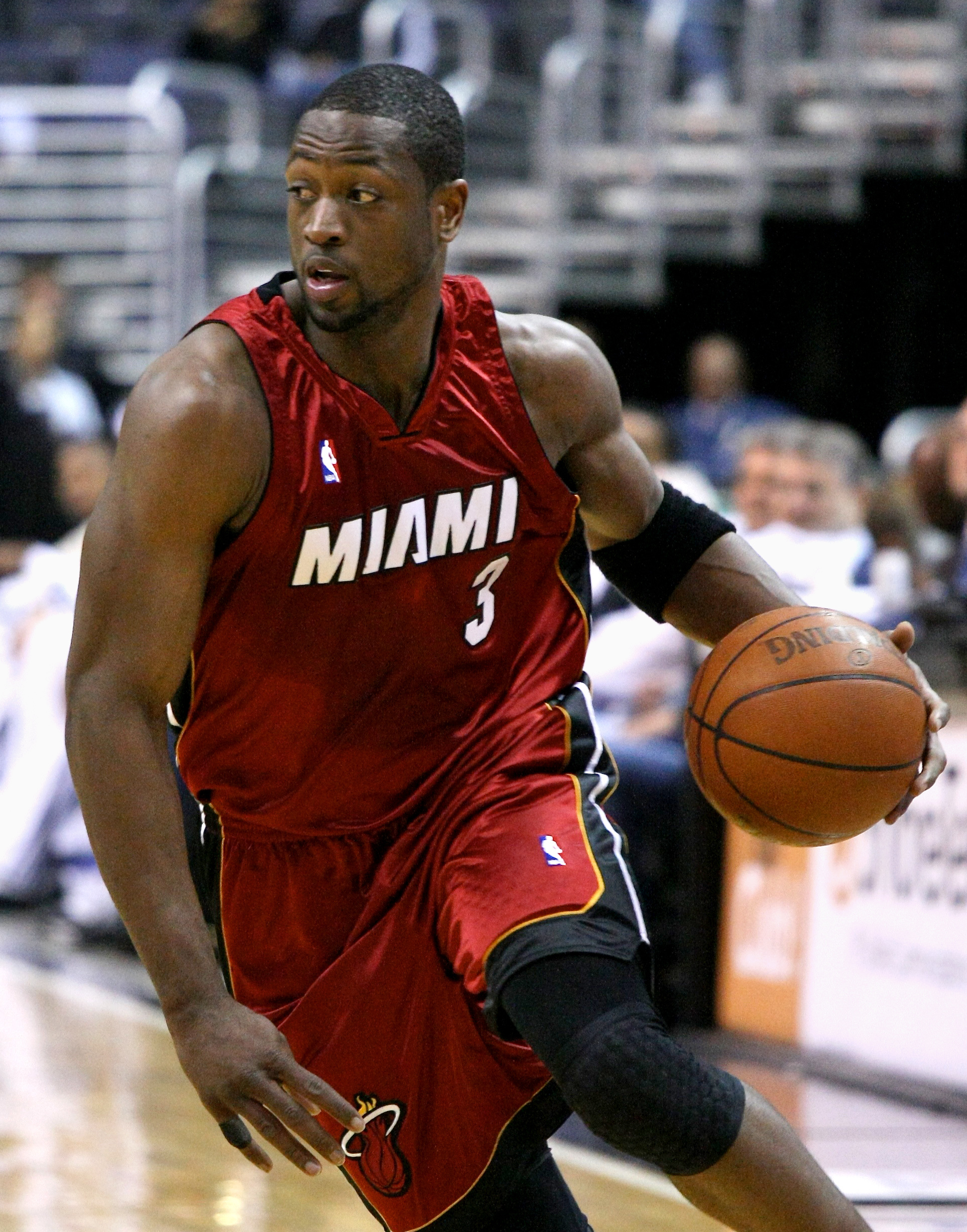
Dwyane Wade, la 5ª elección de Miami Heat.

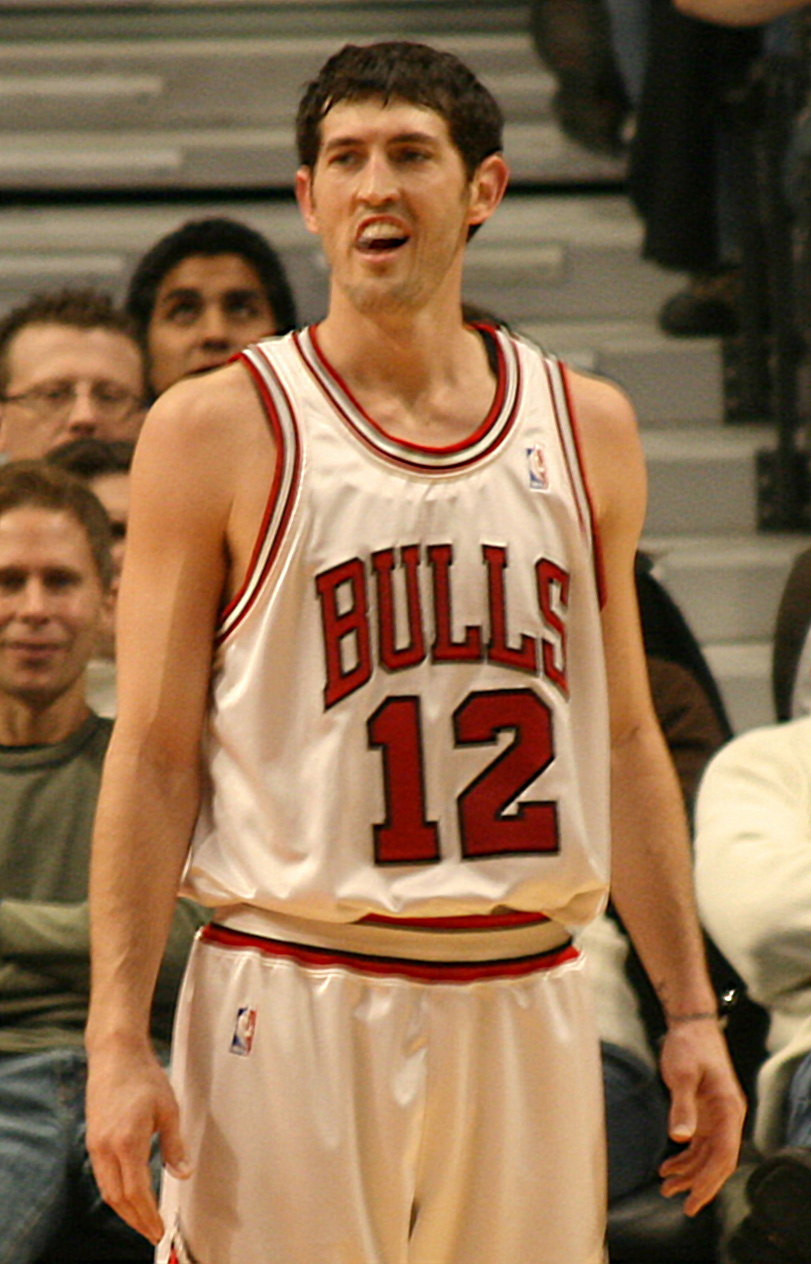
Kirk Hinrich, la 7ª elección de Chicago Bulls.

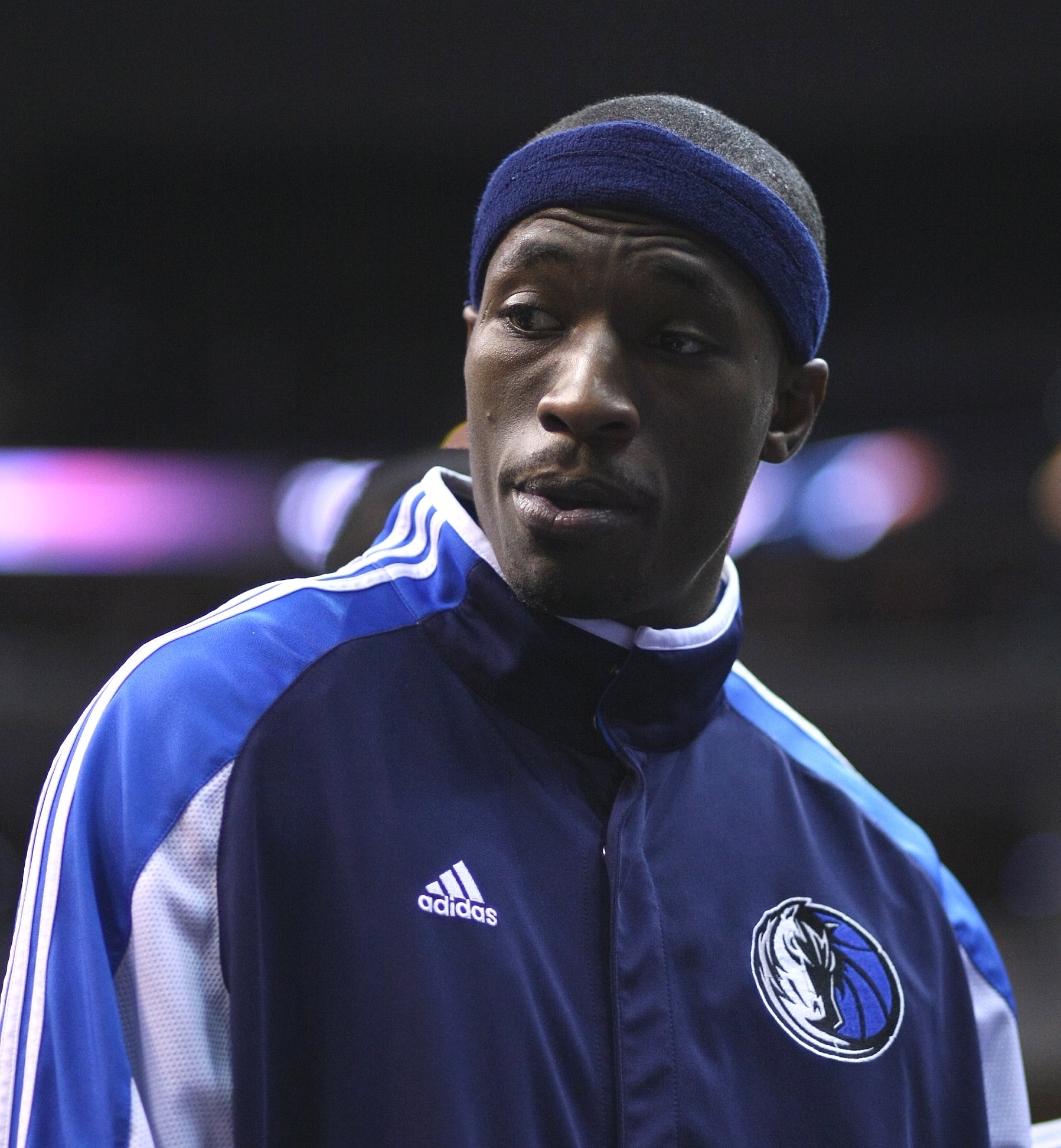
Josh Howard, la 29ª elección de Dallas Mavericks.

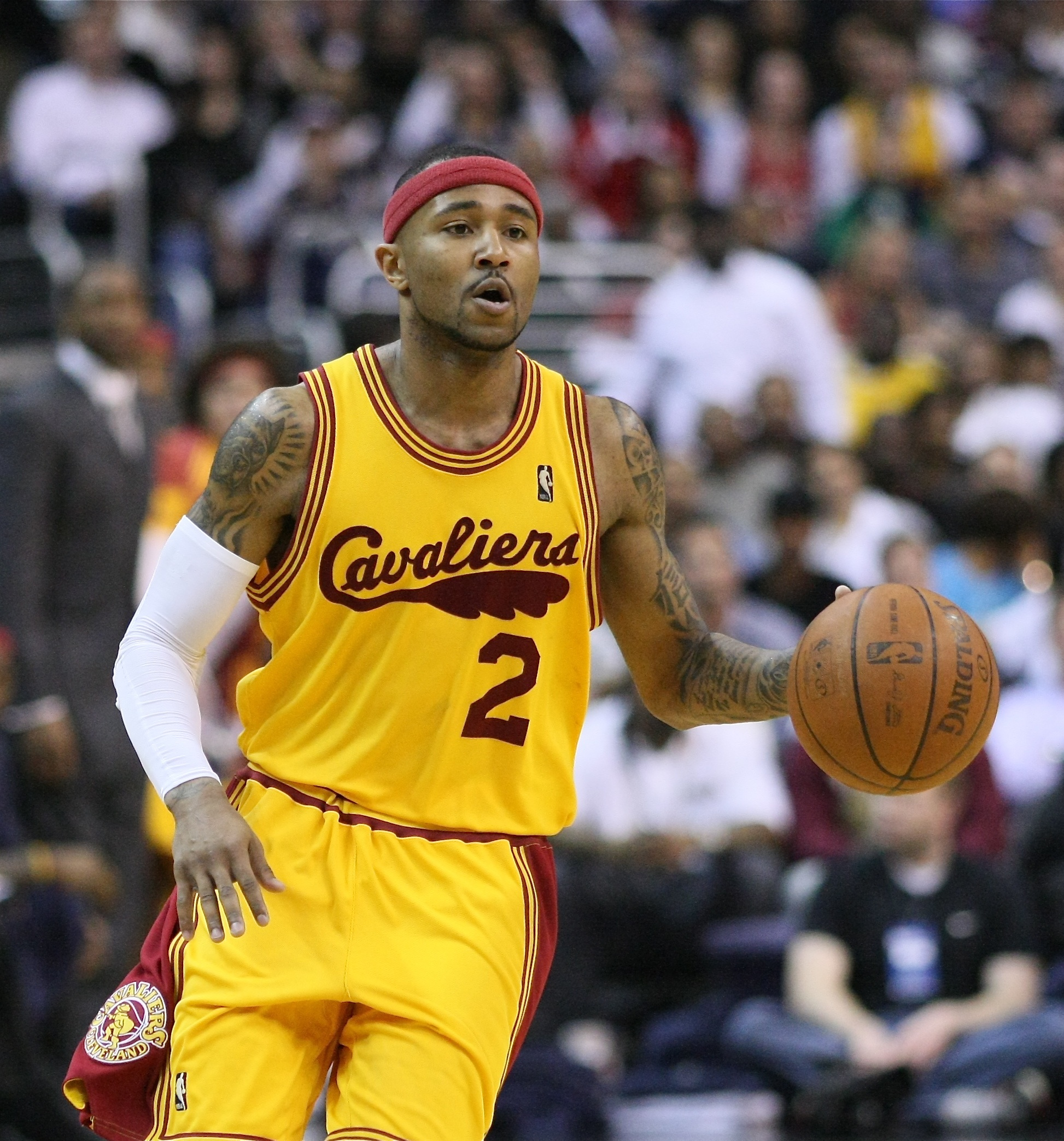
Mo Williams, la 47.ª elección de Utah Jazz.

|  | Denota jugador miembro del Basketball Hall of Fame                                                 |
|  | Denota jugador que ha sido seleccionado al menos en un All-Star Game y un Mejor Quinteto de la NBA |
|  | Denota jugador que ha sido seleccionado al menos en un All-Star Game                               |
|  | Denota jugador que nunca ha jugado en la NBA                                                       |

| Pick | Jugador                   | Nacionalidad        | Equipo de la NBA                                                      | Origen (Universidad/club)                 |
| ---- | ------------------------- | ------------------- | --------------------------------------------------------------------- | ----------------------------------------- |
| 1    | LeBron James (SF)         | Estados Unidos      | Cleveland Cavaliers                                                   | St. Mary-St. Vincent HS (Akron, OH)       |
| 2    | Darko Miličić (F/C)       | Serbia y Montenegro | Detroit Pistons (desde Memphis)                                       | Hemofarm Vrsac (Serbia y Montenegro)      |
| 3    | Carmelo Anthony (SF)      | Estados Unidos      | Denver Nuggets                                                        | Syracuse                                  |
| 4    | Chris Bosh (F/C)          | Estados Unidos      | Toronto Raptors                                                       | Georgia Tech                              |
| 5    | Dwyane Wade (SG)          | Estados Unidos      | Miami Heat                                                            | Marquette                                 |
| 6    | Chris Kaman (C)           | Estados Unidos      | Los Angeles Clippers                                                  | Central Michigan                          |
| 7    | Kirk Hinrich (PG)         | Estados Unidos      | Chicago Bulls                                                         | Kansas                                    |
| 8    | T. J. Ford (PG)           | Estados Unidos      | Milwaukee Bucks (desde Atlanta)                                       | Texas                                     |
| 9    | Michael Sweetney (PF)     | Estados Unidos      | New York Knicks                                                       | Georgetown                                |
| 10   | Jarvis Hayes (F/G)        | Estados Unidos      | Washington Wizards                                                    | Georgia                                   |
| 11   | Mickaël Piétrus (G/F)     | Francia             | Golden State Warriors                                                 | Pau-Orthez (Francia)                      |
| 12   | Nick Collison (PF)        | Estados Unidos      | Seattle SuperSonics                                                   | Kansas                                    |
| 13   | Marcus Banks (PG)         | Estados Unidos      | Memphis Grizzlies (desde Houston, traspasado a Boston)                | UNLV                                      |
| 14   | Luke Ridnour (PG)         | Estados Unidos      | Seattle SuperSonics (desde Milwaukee)                                 | Oregon                                    |
| 15   | Reece Gaines (F/G)        | Estados Unidos      | Orlando Magic                                                         | Louisville                                |
| 16   | Troy Bell (PG)            | Estados Unidos      | Boston Celtics (traspasado a Memphis Grizzlies)                       | Boston College                            |
| 17   | Zarko Cabarkapa (SF)      | Serbia y Montenegro | Phoenix Suns                                                          | Budućnost Podgorica (Montenegro)          |
| 18   | David West (PF)           | Estados Unidos      | New Orleans Hornets                                                   | Xavier                                    |
| 19   | Aleksandar Pavlović (F/G) | Serbia y Montenegro | Utah Jazz                                                             | Budućnost Podgorica (Serbia y Montenegro) |
| 20   | Dahntay Jones (SG)        | Estados Unidos      | Boston Celtics (desde Philadelphia, traspasado a Memphis)             | Duke                                      |
| 21   | Boris Diaw (SG)           | Francia             | Atlanta Hawks (desde Indiana)                                         | Pau-Orthez (Francia)                      |
| 22   | Zoran Planinić (G/F)      | Croacia             | New Jersey Nets                                                       | Cibona Zagreb (Croacia)                   |
| 23   | Travis Outlaw (SF)        | Estados Unidos      | Portland Trail Blazers                                                | Starkville HS (Starkville, MS)            |
| 24   | Brian Cook (PF)           | Estados Unidos      | Los Angeles Lakers                                                    | Illinois                                  |
| 25   | Carlos Delfino (SG)       | Argentina           | Detroit Pistons                                                       | Fortitudo Bologna (Italia)                |
| 26   | Ndudi Ebi (SF)            | Reino Unido         | Minnesota Timberwolves                                                | Westbury Christian HS (Houston, TX)       |
| 27   | Kendrick Perkins (C)      | Estados Unidos      | Memphis Grizzlies (desde Sacramento vía Orlando, traspasado a Boston) | Ozen HS (Beaumont, TX)                    |
| 28   | Leandrinho Barbosa (PG)   | Brasil              | San Antonio Spurs (traspasado a Phoenix)                              | Bauru Tilibra (Brasil)                    |
| 29   | Josh Howard (F/G)         | Estados Unidos      | Dallas Mavericks                                                      | Wake Forest                               |

## Segunda ronda
| Pick | Jugador                     | Nacionalidad         | Equipo de la NBA                                    | Origen (Universidad/club)                  |
| ---- | --------------------------- | -------------------- | --------------------------------------------------- | ------------------------------------------ |
| 30   | Maciej Lampe (PF)           | Polonia              | New York Knicks (desde Denver)                      | Universidad Complutense (España)           |
| 31   | Jason Kapono (F/G)          | Estados Unidos       | Cleveland Cavaliers                                 | UCLA                                       |
| 32   | Luke Walton (SF)            | Estados Unidos       | Los Angeles Lakers (desde Toronto)                  | Arizona                                    |
| 33   | Jerome Beasley (PF)         | Estados Unidos       | Miami Heat                                          | North Dakota                               |
| 34   | Sofoklis Schortsianitis (C) | Grecia               | Los Angeles Clippers                                | Iraklis (Grecia)                           |
| 35   | Szymon Szewczyk (PF)        | Polonia              | Milwaukee Bucks (desde Memphis Grizzlies)           | Braunschweig (Alemania)                    |
| 36   | Mario Austin (PF)           | Estados Unidos       | Chicago Bulls                                       | Mississippi State                          |
| 37   | Travis Hansen (SG)          | Estados Unidos       | Atlanta Hawks                                       | BYU                                        |
| 38   | Steve Blake (PG)            | Estados Unidos       | Washington Wizards                                  | Maryland                                   |
| 39   | Slavko Vraneš (C)           | Serbia y Montenegro  | New York Knicks                                     | Budućnost Podgorica (Serbia y Montenegro)  |
| 40   | Derrick Zimmerman (PG)      | Estados Unidos       | Golden State Warriors                               | Mississippi State                          |
| 41   | Willie Green (SG)           | Estados Unidos       | Seattle SuperSonics (traspasado a Philadelphia)     | Detroit                                    |
| 42   | Zaza Pachulia (PF)          | Georgia              | Orlando Magic                                       | Fenerbahçe Ülkerspor (Turquía)             |
| 43   | Keith Bogans (SG)           | Estados Unidos       | Milwaukee Bucks (traspasado a Orlando)              | Kentucky                                   |
| 44   | Malick Badiane (PF)         | Senegal              | Houston Rockets                                     | Langen (Alemania)                          |
| 45   | Matt Bonner (F)             | Estados Unidos       | Chicago Bulls (desde Phoenix, traspasado a Toronto) | Florida                                    |
| 46   | Sani Bečirović (SG)         | Eslovenia            | Denver Nuggets (desde Boston)                       | Virtus Bologna (Italia)                    |
| 47   | Mo Williams (PG)            | Estados Unidos       | Utah Jazz                                           | Alabama                                    |
| 48   | James Lang (C)              | Estados Unidos       | New Orleans Hornets                                 | Central Park Christian HS (Birmingham, AL) |
| 49   | James Jones (SF)            | Estados Unidos       | Indiana Pacers                                      | Miami                                      |
| 50   | Paccelis Morlende (PG)      | Francia              | Philadelphia 76ers (traspasado a Seattle)           | Dijon (Francia)                            |
| 51   | Kyle Korver (SF)            | Estados Unidos       | New Jersey Nets (traspasado a Philadelphia)         | Creighton                                  |
| 52   | Remon Van de Hare (C)       | Países Bajos         | Toronto Raptors (desde Los Angeles Lakers)          | España                                     |
| 53   | Tommy Smith (PF)            | Estados Unidos       | Chicago Bulls (desde Detroit vía Miami)             | Arizona State                              |
| 54   | Nedžad Sinanović (C)        | Bosnia y Herzegovina | Portland Trail Blazers                              | Bosnia y Herzegovina                       |
| 55   | Rick Rickert (PF)           | Estados Unidos       | Minnesota Timberwolves                              | Minnesota                                  |
| 56   | Brandon Hunter (PF)         | Estados Unidos       | Boston Celtics (desde Sacramento)                   | Ohio                                       |
| 57   | Xue Yuyang (C)              | China                | Dallas Mavericks (traspasado a Denver)              | Hong Kong Flying Dragons (China)           |
| 58   | Andreas Glyniadakis (C)     | Grecia               | Detroit Pistons (desde San Antonio)                 | Grecia                                     |

## Jugadores destacados no elegidos
Jugadores de ese año que al menos han disputado un partido en la NBA.
| Jugador              | Posición | Nacionalidad   | Universidad/Club      |
| -------------------- | -------- | -------------- | --------------------- |
| Udonis Haslem        | PF       | Estados Unidos | Élan Chalon (Francia) |
| Earl Barron          | C        | Estados Unidos | Memphis (Sr.)         |
| José Manuel Calderón | PG       | España         | Tau Cerámica (España) |
| Matt Carroll         | SG       | Estados Unidos | Notre Dame (Sr.)      |
| Marquis Daniels      | SG       | Estados Unidos | Auburn (Sr.)          |
| Ronald Dupree        | SF       | Estados Unidos | LSU (Sr.)             |
| Britton Johnsen      | SF/PF    | Estados Unidos | Utah (Sr.)            |
| Kirk Penney          | SG/SF    | Nueva Zelanda  | Wisconsin (Sr.)       |
| Josh Powell          | PF       | Estados Unidos | NC State (So.)        |
| Kasib Powell         | SF       | Estados Unidos | Texas Tech (Sr.)      |
| Quinton Ross         | SG       | Estados Unidos | SMU (Sr.)             |
| James Singleton      | SF/PF    | Estados Unidos | Murray State (Sr.)    |